# Руппихтерот
Руппихтерот (нем. Ruppichteroth) — община в Германии, в земле Северный Рейн-Вестфалия.
Подчиняется административному округу Кёльн. Входит в состав района Рейн-Зиг. Население составляет 10 619 человек (на 31 декабря 2023 года). Занимает площадь 61,95 км². Официальный код — 05 3 82 052.
Коммуна подразделяется на 2 сельских округа.

## Достопримечательности
- Замок Херрнштайн